# Hieracium crispiforme
Hieracium crispiforme es una especie de planta con flor del género Hieracium, de la familia Asteraceae, orden Asterales.

## Distribución
Hieracium crispiforme se distribuye por Noruega y Suecia.

## Taxonomía
Fue descrita científicamente por Dahlst. Fue publicada en Svensk Bot. Tidskr. 1: 303 (1907).